# حاجی‌آباد (مهر)
حاجی‌آباد (مهر)، روستایی از توابع بخش مرکزی شهرستان مهر در استان فارس ایران است.

## جمعیت
این روستا در دهستان مهر قرار دارد و براساس سرشماری مرکز آمار ایران در سال ۱۳۸۵، جمعیت آن ۴۴۸ نفر (۹۵ خانوار) بوده‌است.